# Legéndy Jácint
Legéndy Jácint (Gödöllő, 1976. április 2. –) költő, performer, képzőművész.
Verseit az elmúlt évek folyamán számos irodalmi lap (Árgus, Jelenkor, Liget, Parnasszus, Kulter, Új Forrás, Műhely, Litera, Prae, Műút, Kalligram, Osservatorio Letterario, Tiszatáj, Élet és Irodalom, Spanyolnátha, Hévíz, Palócföld, Reflections of Darkness, Kortárs, Alföld, Vasárnapi Hírek) publikálta. Központi Zóna című kötete a 2006-os könyvhétre jelent meg a Balassi Kiadónál, RAF: Búcsúszimfónia című könyve pedig 2009-ben a Kalligramnál (kísérőesszé: Tamás Gáspár Miklós). Utóbbi felhasználásával készült  A Baader-Meinhof csoport című film (Oscar-jelölés, BAFTA-jelölés) magyar szinkronja. Több írása bekerült Az év versei gyűjteménybe, a Légyott antológiába és olasz antológiákba. Könyvei a Library of Congress, a Harvard Library és a British Library kortárs magyar irodalommal foglalkozó gyűjteményében is megtalálhatók. 2014 óta szerkeszti a Vágtázó Halottkémek zenekar, 2017-től pedig a nemzetközileg ugyancsak elismert Black Nail Cabaret sajtóanyagait. Külföldi viszonylatban is újszerű nyomólemez installációi és kollázsai legutóbb az ARTE Galériában (megnyitotta: Paksi Endre Lehel), a Magyar Műhely Galériában (megnyitotta: Gulyás Gábor), valamint a Kassák Múzeumban kerültek bemutatásra. Olykor underground klubokban, például a ZegZugban ad elő avantgárd, táncos performanszokat. Földalatti Oltár című verseskötete 2019-ben jelent meg a Kalligram Kiadónál, FBI: Maffiaszólam című könyve pedig 2022-ben a Prae Kiadónál. Táncperformanszai kiterjesztéseképpen 2023-ban indította el Postpunk Lovers című performanszsorozatát, illetve zenés partisorozatát.

## Verseskötetei
- Központi Zóna (Balassi Kiadó, Budapest, 2006)
- Központi Zóna (limitált, vászonkötésű széria – Balassi Kiadó, Budapest, 2006)
- RAF: Búcsúszimfónia (Kalligram Kiadó, Pozsony, 2009)
- RAF: Búcsúszimfónia (limitált, vászonkötésű széria – Kalligram Kiadó, Pozsony, 2009)
- Földalatti Oltár (Kalligram Kiadó, Budapest, 2019)
- Földalatti Oltár (limitált, védőborítós széria – Kalligram Kiadó, Budapest, 2019)
- FBI: Maffiaszólam (Prae Kiadó, Budapest, 2022)
- FBI: Maffiaszólam (limitált, védőborítós széria – Prae Kiadó, Budapest, 2022)

## Költészete
„Legéndy Jácint sokak számára az utolsó avantgárd költőként lehet ismerős Jász Attila 2008-ban megjelent ajánlószövege alapján. Az utolsóként, aki az avantgárdot, a szó progresszív értelmében, még komolyan veszi, s újszerű, egyedi stílusban műveli. Nem poszt és nem neo. A lehető legnagyobb ellenállás mentén feszül szembe a megcsontosodó hagyománnyal, az unásig ismert struktúrákkal és mindenféle elvárási trenddel. Kétségtelenül teljesen egyedi világot épít. Szövegeire ránézve az Átlag Olvasóban azonnal görcsbe rándul a kérdés, ez vers? Központozás nélküli, oszlopba és sorkizártan tördelt, sajátos ritmusú versei szinte egyetlen, hosszú lélegzetként igyekszenek kiáramlani. De közben ott találhatóak négysoros, zaklatott belégzései is. Mialatt mázsás lepkék pihennek a vállain. Bármennyire radikális, underground vagy alternatív, tehát forradalmi legyen is a megközelítés, jellegzetes költészet születik e poétikus lepkeszárnyverdesésből.”
Kalligram Kiadó, 2019

## Antológiákban
- Légyott-antológia (Miskolci Operafesztivál, 2006)
- Az év versei 2007 (Magyar Napló Kiadó, 2007)
- Légyott-antológia (Miskolci Operafesztivál, 2007)
- Da Anima ad Anima (OLFA, Olaszország, 2009)
- Légyott-antológia (Miskolci Operafesztivál, 2008)
- OLFA-antológia (OLFA, Olaszország, 2010)
- Légyott-antológia (Miskolci Operafesztivál, 2009)
- Vent’anni (OLFA, Olaszország, 2016)

## Folyóiratokban
Árgus (2004/5, 2006/3); Jelenkor (2002/7-8); Liget (2000/3, 2001/11, 2002/2, 2002/12, 2003/8, 2004/6, 2005/2, 2014/4, 2014/7, 2015/2); Osservatorio Letterario – magyarul és olaszul (2005/2, 2006/1, 2010/4, 2011/1, 2012/2, 2015/2, 2015/4, 2016/1, 2016/3); Parnasszus (2001/2, 2001/3, 2005/4, 2006/2, 2016/3); Új Forrás (2001/7, 2003/8, 2007/8, 2012/8, 2017/1, 2021/5); Palócföld (2002/Különszám); Spanyolnátha (2006/2, 2006/4, 2007/1, 2007/3, 2008/3, 2017/1, 2020/2); Budapest Rádió – hangos versrovat (2003/8, 2004/6); Litera (2008/8, 2018/3); Prae (2013/2, 2015/1, 2016/3); Kortárs (2012/7); Tiszatáj (2014/3, 2015/8, 2017/10, 2019/3); Műhely (2013/4); Hévíz (2016/6); Gothic.hu (2015/12, 2016/1, 2017/4, 2017/8, 2018/1); Kalligram (2016/10, 2017/1, 2017/6, 2018/6, 2019/6); Mindennapi kortárs magyar vers (2013/1, 2014/12, 2015/3, 2015/12, 2017/6); Emberhalász (1996/3); Kulter (2012/1); Magyar Műhely (2013/2 – kollázsok); Alföld (2017/5); Vasárnapi Hírek (2017/38); Hitel (1997/3); Kurázsi Folyóirat (2013/5); Élet és Irodalom (2018/11, 2021/30, 2022/48); Műút (2018/3); Librarius (2018/3); Pont (2000/2); Koncert.hu (2019/11, 2020/8, 2021/7, 2022/5, 2022/7) Népszava (2019/148, 2020/166, 2022/11, 2022/169, 2023/64, 2023/256); Dunszt (2019/3, 2019/11, 2020/3, 2021/8, 2022/3); Port.hu (2019/3, 2019/11, 2020/8, 2021/10, 2022/4); Underground Magazin (2019/3, 2019/8); Tiszatájonline (2014/6, 2016/2, 2018/7, 2019/10, 2022/5); 168 Óra (2022/11, 2023/2, 2023/8)

## Kiállítások és performanszok
- Performansz cigivel (Hamvay Kúria, Gödöllő, 2007. X. 12.)
- Központi Zóna (Nyomólemez kiállítás, ARTE Galéria, Budapest, 2011. IX. 5 – 16.)[1]
- Performansz üveggel és fémmel (Magyar Műhely Galéria, Budapest, 2013. VI. 7.)
- Underground Oltárképek (Kollázstárlat, Magyar Műhely Galéria, Budapest, 2013. VI. 5 – 28.)[2]
- Táncos performansz/I (Heroes 1972 – 1996, ZegZug, Budapest, 2017. VII. 15.)
- Központi Zóna és Underground Oltárképek (Tiszatáj lapbemutató, Kassák Múzeum, Budapest, 2014. V. 14.)
- Táncos performansz/II (Heroes 1972 – 1996, Kraftwerk Night, ZegZug, Budapest, 2017. VII. 22.)
- Underground Oltárképek (Kollázsvetítés, VHK-est, Dürer Kert, Budapest, 2016. VIII. 20.)
- Táncos performansz/III (Heroes 1972 – 1996, ZegZug, Budapest, 2017. VIII. 05.)
- Központi Zóna (Nyomólemez kiállítás, Magyar Műhely Galéria, Budapest, 2013. VI. 5 – 28.)[3]
- Táncos performansz/IV (Heroes 1972 – 1996, Bauhaus Night, ZegZug, Budapest, 2017. VIII. 11.)
- Performansz krómozott lánccal (The Power of Pain, ZegZug, Budapest, 2018. VIII. 3.)[4]
- Remembering the Red Years of Berlin/I (Performansz a Berlini Falnál, East Side Gallery, Berlin, 2019. XI. 7.)[5]
- Táncos performansz/V (Dernier Voyage Party, ZegZug, Budapest, 2019. V. 17.)
- Remembering the Red Years of Berlin/II (Performansz a Berlini Falnál, Fényfal, Berlin, 2019. XI. 8.)[6]
- Táncos performansz/VI (The Sisters of Mercy Night, ZegZug, Budapest, 2019. VI. 1.)
- Remembering the Red Years of Berlin/III (Performansz a Berlini Falnál, BW Memorial, Berlin, 2019. XI. 9.)[5]
- Táncos performansz/VII (Fields of the Nephilim Party, ZegZug, Budapest, 2019. VI. 21.)
- Performansz krómozott lánccal (Disorder Night, Ian Curtis 65 Party, 101 Klub, Budapest, 2021. VI. 16.)
- Táncos performansz/VIII (Nightclub in the Sky, 101 Klub, Budapest, 2021. VI. 23.)[7]
- Performansz krómozott lánccal (Death Disco Romance Party, 101 Klub, Budapest, 2021. VI. 30.)[8]
- Táncos performansz/IX (The Cure Party, 101 Klub, Budapest, 2021. VIII. 27.)
- Performansz krómozott lánccal (AFTH, Boy Harsher Afterparty, 101 Klub, Budapest, 2022. V. 12.)[9]
- Táncos performansz/X (Nightclub in the Sky/II, 101 Klub, Budapest, 2022. IV. 2.)
- Performansz hanglemezzel (Sadness Is Rebellion Party, 101 Klub, Budapest, 2022. VII. 8.)[10]
- Táncos performansz/XI (Postpunk Lovers/I, 101 Klub, Budapest, 2023. II. 17.)
- Performansz hanglemezzel (Postpunk Lovers/II, 101 Klub, Budapest, 2023. III. 10.)
- Táncos performansz/XII (Postpunk Lovers/III, 101 Klub, Budapest, 2023. IV. 21.)[11]
- Performansz krómozott lánccal (Postpunk Lovers/IV, 101 Klub, Budapest, 2023. V. 19.)[12]

## Interjúk
- A Német Ősz idején (Keresztes Gáspár interjúja Legéndy Jácinttal, Exit Magazin, 2009. április 15.)[13]
- Gerillakertészet mellé gerillaköltészetet (Vass Norbert interjúja Legéndy Jácinttal, Kulter, 2012. január 14.)[14]
- A Száműzött Jézus visszatért (Rácz I. Péter interjúja Legéndy Jácinttal, Népszava, 2019. április 12.)[15]
- Underground Oltárképek (Házi Hunor interjúja Legéndy Jácinttal, Kossuth Rádió, Belépő, 2013. június 13.)[16]
- Az underground mint elsődleges valóság (Urbán Andrea interjúja Legéndy Jácinttal, Kulter, 2019. szeptember 20.)[17]
- Oltárképek és Zónák (Fehér N. Virág interjúja Legéndy Jácinttal, Gothic.hu, 2017. szeptember 28.)[18]
- Verses interjú Legéndy Jácinttal (Janáky Marianna interjúja Legéndy Jácinttal, Tiszatáj Online, 2020. december 29.)[19]
- Maffiózók lelki élete (Rácz I. Péter interjúja Legéndy Jácinttal, Népszava, 2022. március 19.)[20]

## Válogatott irodalom
Horgas Béla: „Kihívás” (versajánló, Budapest Rádió, 2004/6); Szitányi György: Zónahatáron (recenzió a Központi Zónáról, Új Forrás, 2007/8); Jász Attila: Egy lírai forradalmár (recenzió a Központi Zónáról, Litera, 2008/8); Fodor Tünde: Andreas, Gudrun és a többiek (recenzió a RAF-könyvről, Spanyolnátha, 2009/1); Szabados Ferenc: Támadás (recenzió a RAF-könyvről, Kalligram, 2009/11); Krezinger Szonja: Az emlékezés és a válaszadás lehetetlensége (ajánló a RAF-könyv kapcsán, Metropol, 2009/5); Dercsényi Dávid: A Búcsúszimfónia csak a baloldali terrorszervezetet temeti (ajánló a RAF-könyvről, Stop.hu, 2009/10); Zólyomi Kristóf: Kultúra és tiltakozás (recenzió a RAF-könyvről, Spanyolnátha, 2009/4); Szitányi György: Világhasábok (recenzió a Központi Zónáról, Műhely, 2009/2); Eve Alexander: Hittel és kalasnyikovval (recenzió a RAF-könyvről, Litera, 2010/6); Csider István Zoltán: Karcsú szimfónia (ajánló a RAF-könyvről, Népszabadság, 2009/5/13); Paksi Endre Lehel: Üvegköntösbe csavarozva (recenzió a nyomólemez kiállításról, Műértő, 2011/9); Nagy Zopán: Mágikus kérgek, permanens dallamok (ajánló a Központi Zónáról, Bárkaonline, 2012/3); Beke Zsolt: Forradalom-kúra (recenzió a Központi Zónáról, Nova Posoniensia évkönyv, 2012/3); Jónás Ágnes: Elidegenedés Underground oltárképekkel (recenzió a nyomólemez installációról és a kollázstárlatról, Kultúra.hu, 2013/6); Gulyás Gábor: Otthon, a könyvben (az MMG-ben rendezett kiállítás megnyitószövege, Tiszatájonline, 2013/6, Magyar Műhely, 2013/2); Szelevényi Gellért: Underground Oltárképek (ajánló a nyomólemez kiállításról és a kollázstárlatról, Gothic.hu, 2013/6); Eve Alexander: Központosított egyetemesség (recenzió a Központi Zónáról, Tiszatáj, 2014/6); Enrico Pietrangeli: Da Anima ad Anima (recenzió az olaszra fordított versekről, Osservatorio Letterario, 2009/10/12); Keresztes Gáspár: A Német Ősz idején (ajánló a RAF-könyvről, EXIT Magazin, 2009/4); Nagy Gergely: „Semmilyen elképzelésünk nem volt 1969-ben” (ajánló a RAF-könyvről, HVG Online, 2009/3); Németh Gábor: Hetiend (ajánló a RAF-könyv kapcsán, Litera, 2008/5); Sánta Miriám: Nyári lapszemle (recenzió a maffiaversekhez és az önarcképekhez kötődően, Szifonline, 2018. szeptember); Csehy Zoltán: Üvöltő hangfalak, szövegoltárok (recenzió a Földalatti Oltárról, Kalligram, 2019/6); Szitányi György: Legéndy oltára (recenzió a Földalatti Oltárról, Dunszt, 2020/1); Horváth Eve: A kifáradás esztétikája (recenzió a Földalatti Oltárról, Tiszatáj, 2020/3); Fehér N. Virág: Szárnyasoltár helyett (recenzió a Földalatti Oltárról, Tiszatájonline, 2019/8); Szegedi András Zoltán: Underground mélyrétegek (recenzió a Földalatti Oltárról, Új Forrás, 2021/5); Slezák Lázár: Nakonxipán kövéről indulsz (tanulmány a Központi Zónáról, Magyar Szó, 2015/229); Zsolnai Rita: Egy tömbházat is szerezzél (ajánló az FBI: Maffiaszólamról, Port.hu, 2022/4); Toroczkay András: Az utóbbi évek legkülönösebb kiadványa (recenzió az FBI: Maffiaszólamról, Magyar Narancs, 2022/7); Csanda Gábor: Az éjszaka démonsminkjei (recenzió az FBI: Maffiaszólamról, Élet és Irodalom, 2022/36); Mohácsi Balázs: Kortárs avantgárd? (tanulmány az FBI: Maffiaszólamhoz kötődően, Studia Litteraria, 2022/3-4)